# تيد ويلكس
تيد ويلكس (بالإنجليزية: Ted Wilks)‏ هو لاعب كرة قاعدة أمريكي، ولد في 13 نوفمبر 1915 في فولتون في الولايات المتحدة، وتوفي في 21 أغسطس 1989 في هيوستن في الولايات المتحدة.

## وصلات خارجية
- تيد ويلكس على موقع دوري كرة القاعدة الرئيسي (الإنجليزية)
- تيد ويلكس على موقعبيزبول رفرنس.كوم (الدوري الرئيسي) (الإنجليزية)
- تيد ويلكس على موقعبيزبول رفرنس.كوم (الدوري الثانوي) (الإنجليزية)